# 日本橋站 (東京都)
日本橋站（日语：／ Nihombashi eki */?）是位於日本東京都中央區日本橋一丁目，屬於東京地下鐵、東京都交通局（都營地下鐵）的鐵路車站。

## 概要
此站有東京地下鐵的銀座線與東西線、都營地下鐵淺草線，合共3條路線停靠。車站編號分別為銀座線的G 11、東西線的T 10、淺草線的A 13。
東京地下鐵的副站名為「高島屋前」。1932年開業至1955年為止的副站名為「白木屋·高島屋前」，之後白木屋更名為東急百貨店日本橋店至1999年關閉為止的副站名為「東急百貨店·高島屋前」。

## 历史
- 1932年（昭和7年）12月24日：東京地下鐵道（現時東京地下鐵銀座線）車站啟用。
- 1941年（昭和16年）9月1日：東京地下鐵道把路線轉讓給帝都高速度交通營團（營團地下鐵）。
- 1945年（昭和20年）1月27日：同盟國軍空襲造成水管破裂，日本橋站至新橋站停駛。
- 1963年（昭和38年）2月28日：都營地下鐵1號線的江戶橋站啟用，開始轉乘。
- 1967年（昭和42年）9月14日：營團地下鐵東西線通車，營團日本橋站與都營江戶橋站成為轉乘站。
- 1971年（昭和46年）7月1日：營團首度啟用站內冷氣（與銀座站同時）[1]。
- 1978年（昭和53年）7月1日：都營地下鐵1號線改名淺草線。
- 1983年（昭和58年）4月1日：站內設置服務處（與銀座站同時）[1]。
- 1984年（昭和59年）4月27日：營團地下鐵車站增設澀谷方向月台[2]。
- 1989年（平成元年）3月19日：都營地下鐵淺草線的江戶橋站改名日本橋站。
- 2004年（平成16年）4月1日：伴隨營團地下鐵民營化、銀座線與東西線改由東京地下鐵繼承。
- 2015年（平成27年）5月22日：東西線月台引入發車音樂，歌曲是民謠《江戶日本橋》（お江戸日本橋）[3]。
- 2018年（平成27年）8月30日：銀座線月台引入發車音樂。歌曲是民謠《江戶日本橋》[4]。

### 江戶橋站更名
都營地下鐵設站時稱為江戶橋站，以與銀座線日本橋站區隔。在東西線日本橋站開業後整備地下通道，兩站成為連絡站，但由於乘客導覽上的問題，直到1989年3月19日新宿線篠崎－本八幡通車時才統一為「日本橋站」。

## 車站

### 東京地下鐵
銀座線是位於中央通與永代通交會之「日本橋交差點」（舊白木屋前、舊東急百貨店前）的中央通下方，為地下2樓2面2線月台設計。原只有1月台2線設計，由於需求過多、1984年增設往澀谷方向的月台。
東西線位於日本橋交差點永代通下方，為地下3樓島式1面2線月台。月台的茅場町側剪票口有往都營淺草線的連絡通道。大手町側的樓梯中段有站務室。
兩路線車內廣播皆為『下一站是日本橋、日本橋、高島屋前。』。
本站為站務管區所在站，管理日本橋站務管區日本橋地域、三越前地域、住吉地域。

#### 月台配置
| 月台 | 路線   | 目的地                         |
| ---- | ------ | ------------------------------ |
| 1    | 銀座線 | 銀座、澀谷方向                 |
| 2    | 銀座線 | 上野、淺草方向                 |
| 3    | 東西線 | 西船橋、津田沼、東葉勝田台方向 |
| 4    | 東西線 | 大手町、飯田橋、中野、三鷹方向 |

（來源：東京地下鐵:構內圖 （页面存档备份，存于））

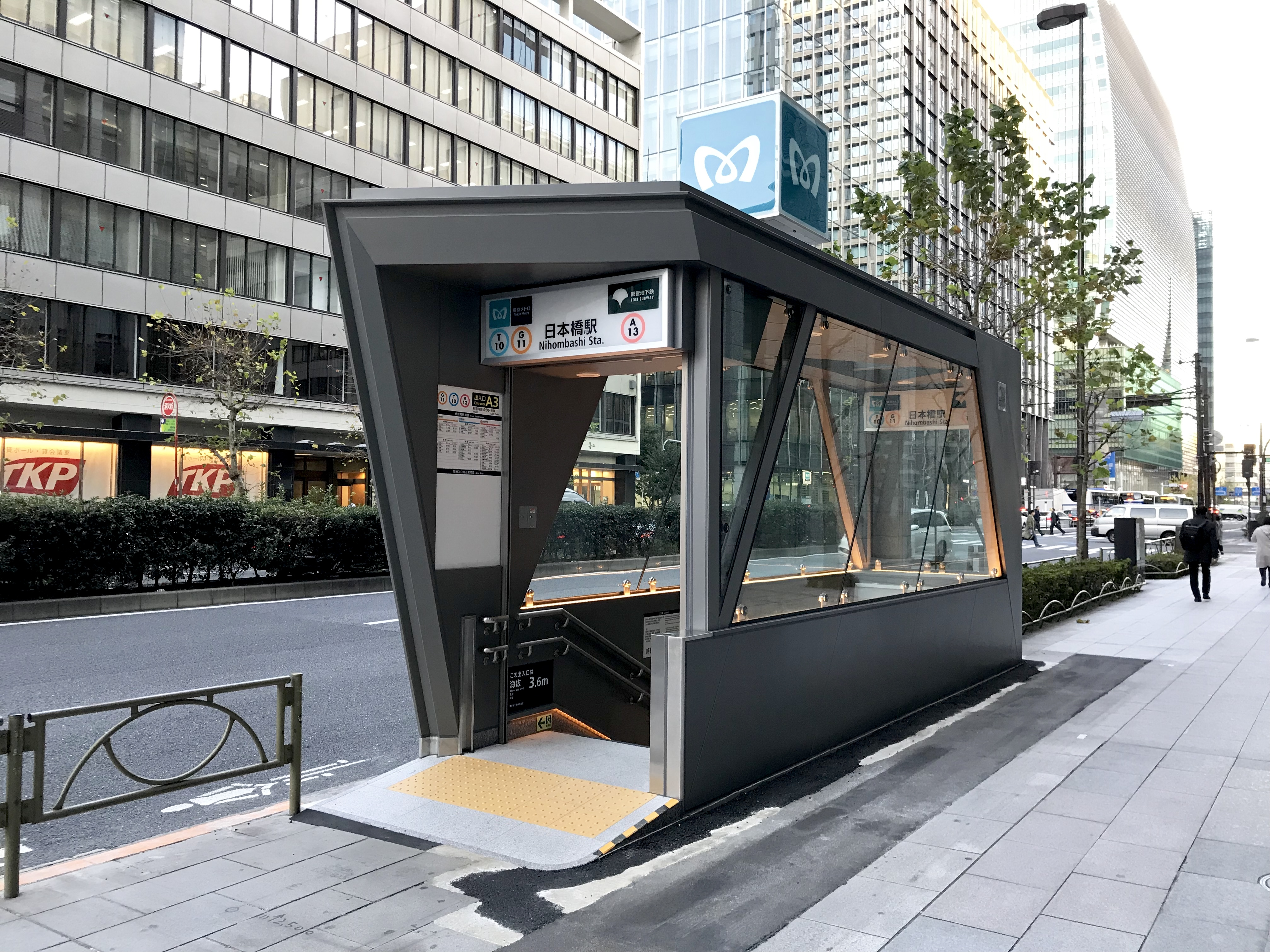
A3號出入口（2019年1月4日攝）
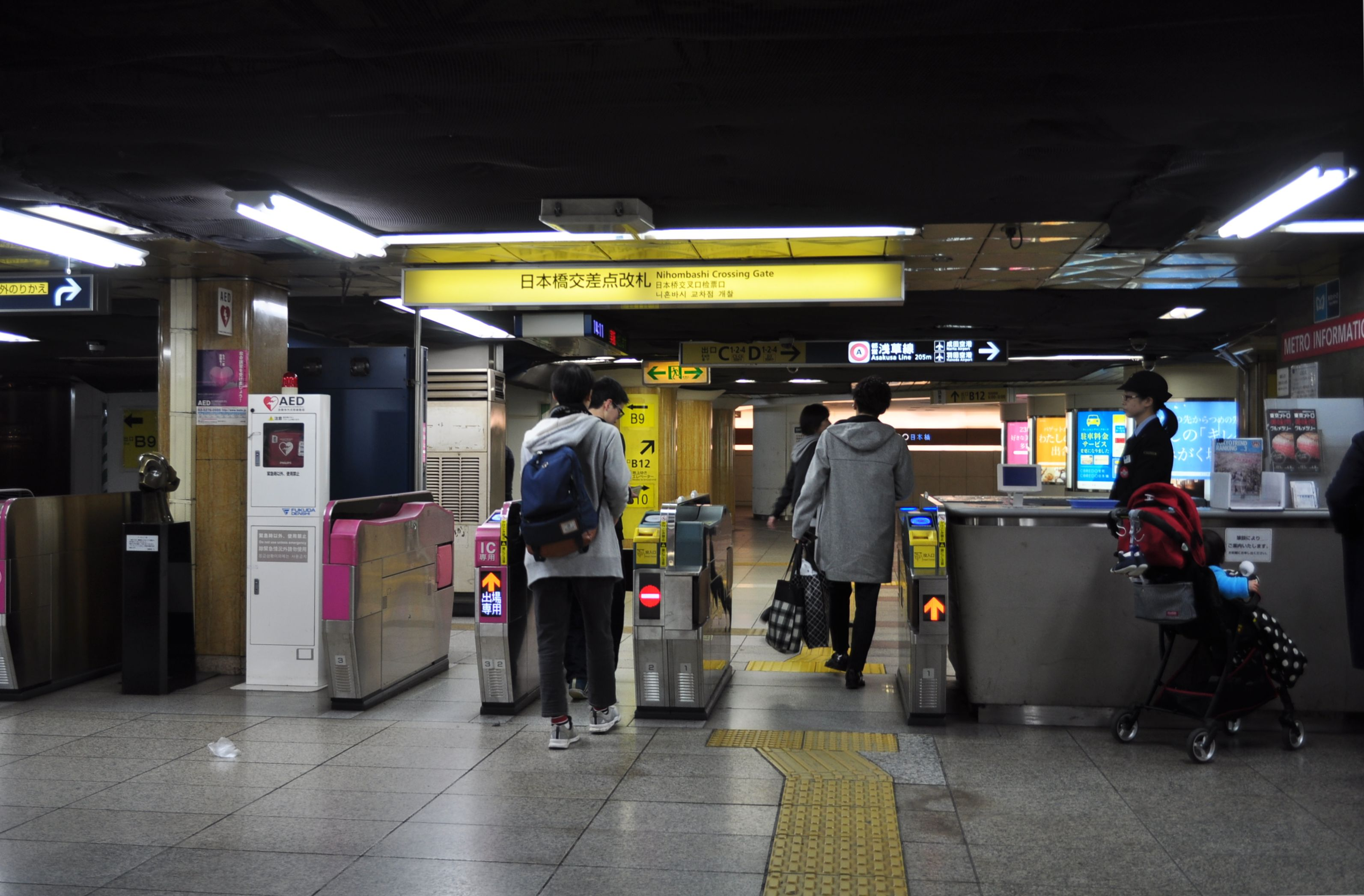
東西線閘口（2018年3月10日攝）
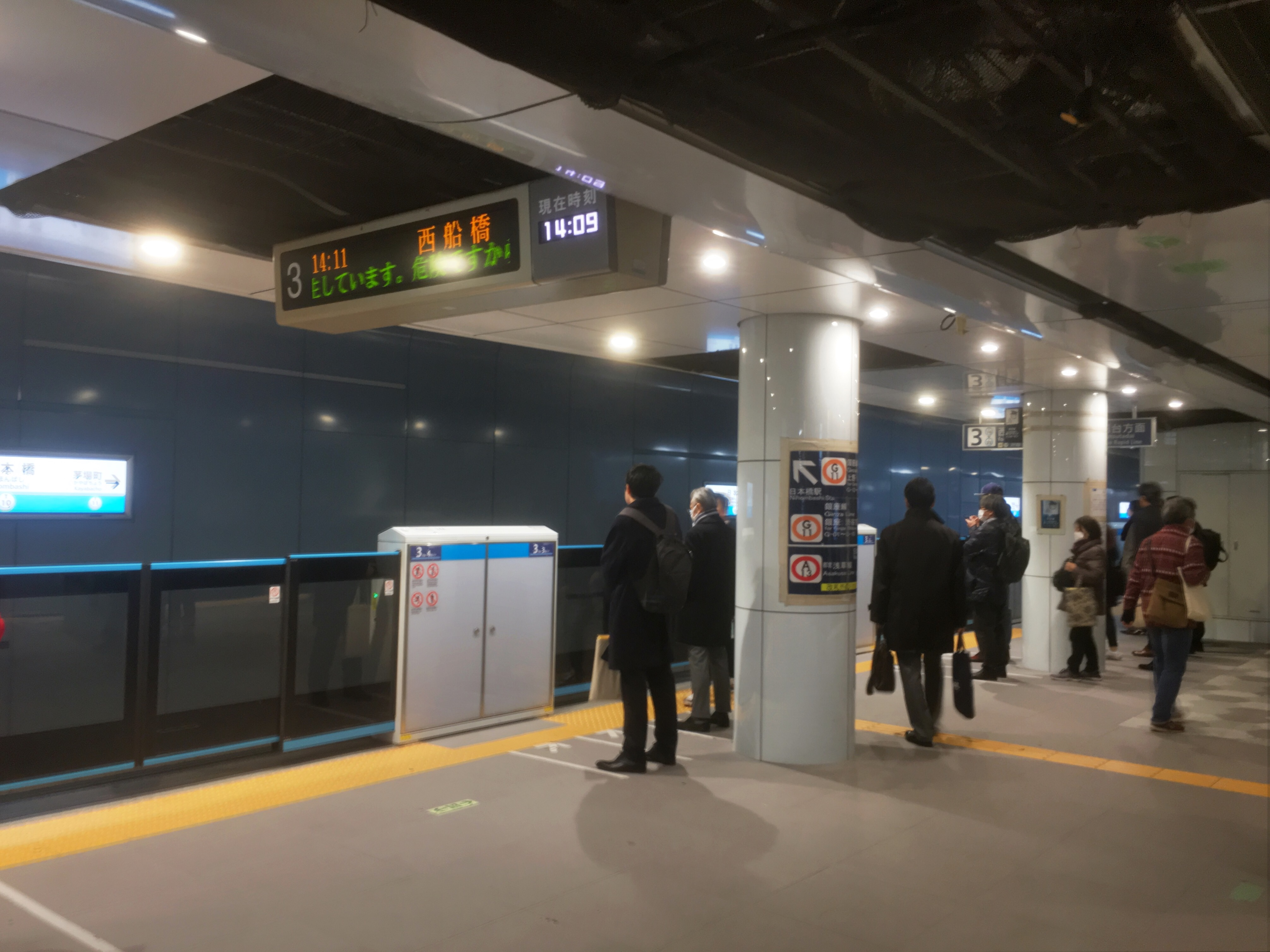
東西線月台（2020年2月6日攝）
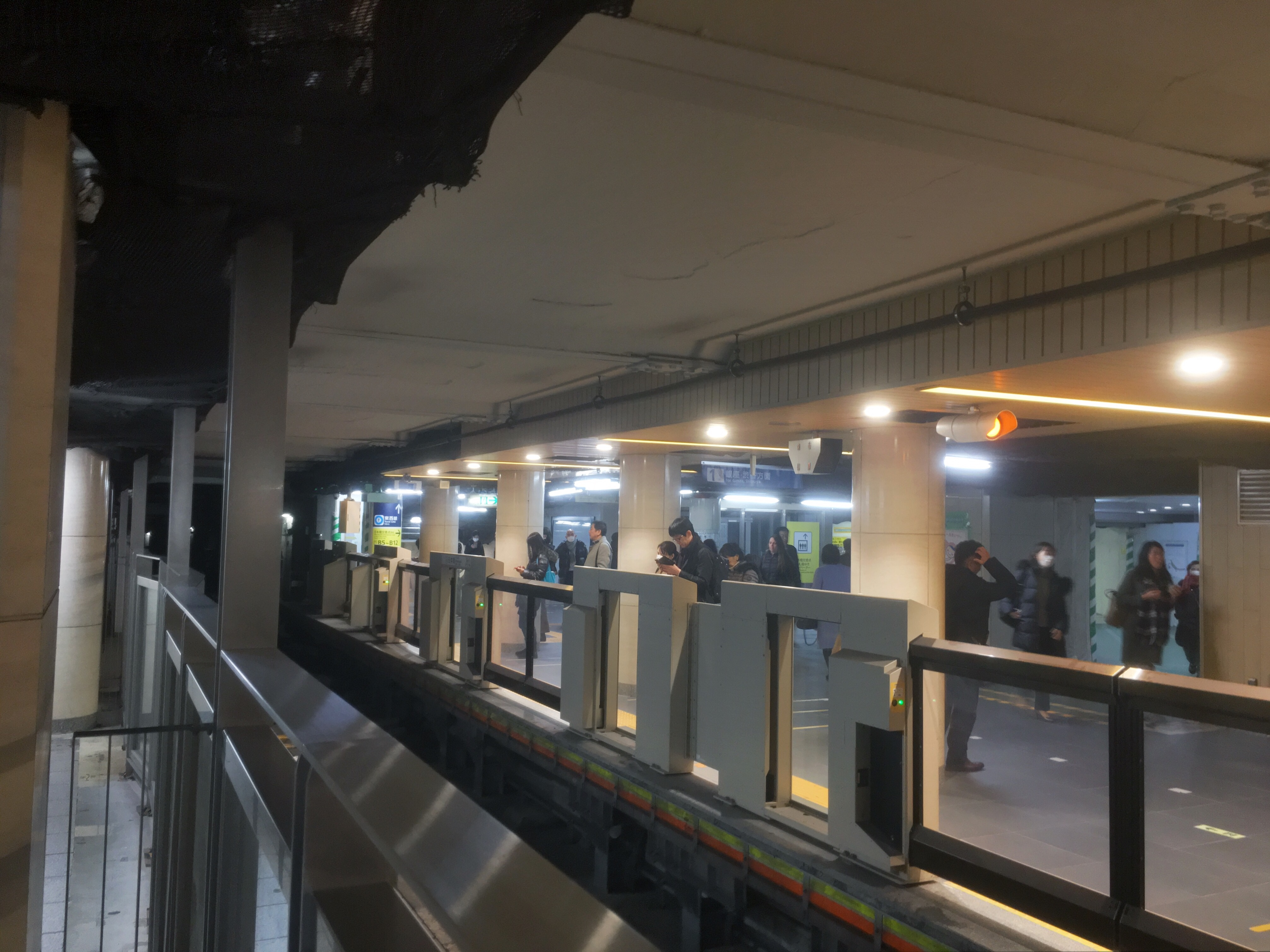
銀座線月台（2020年2月6日攝）
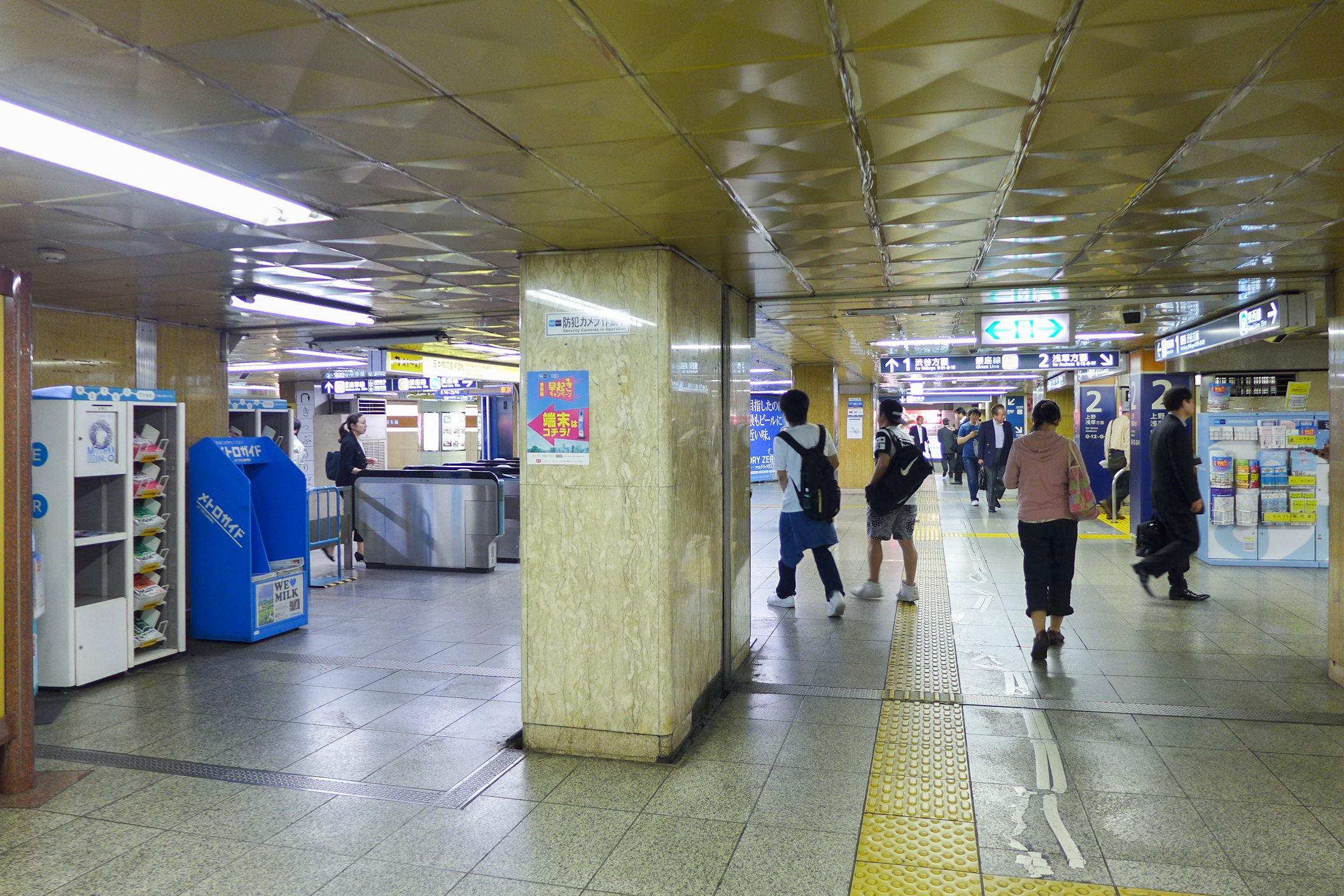
銀座線閘口（2015年）
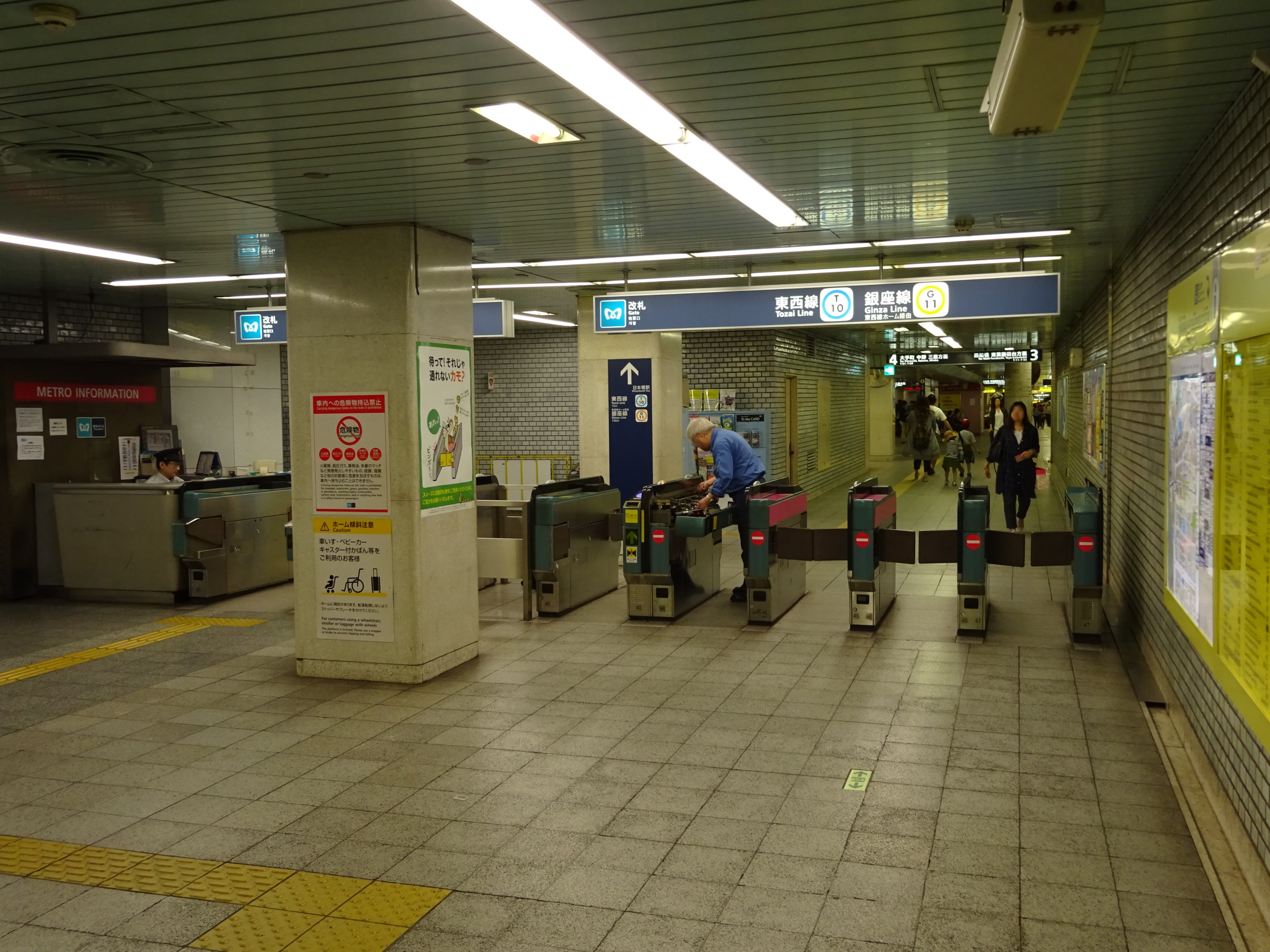
江戶橋一丁目交差點方向閘口（2016年5月5日）
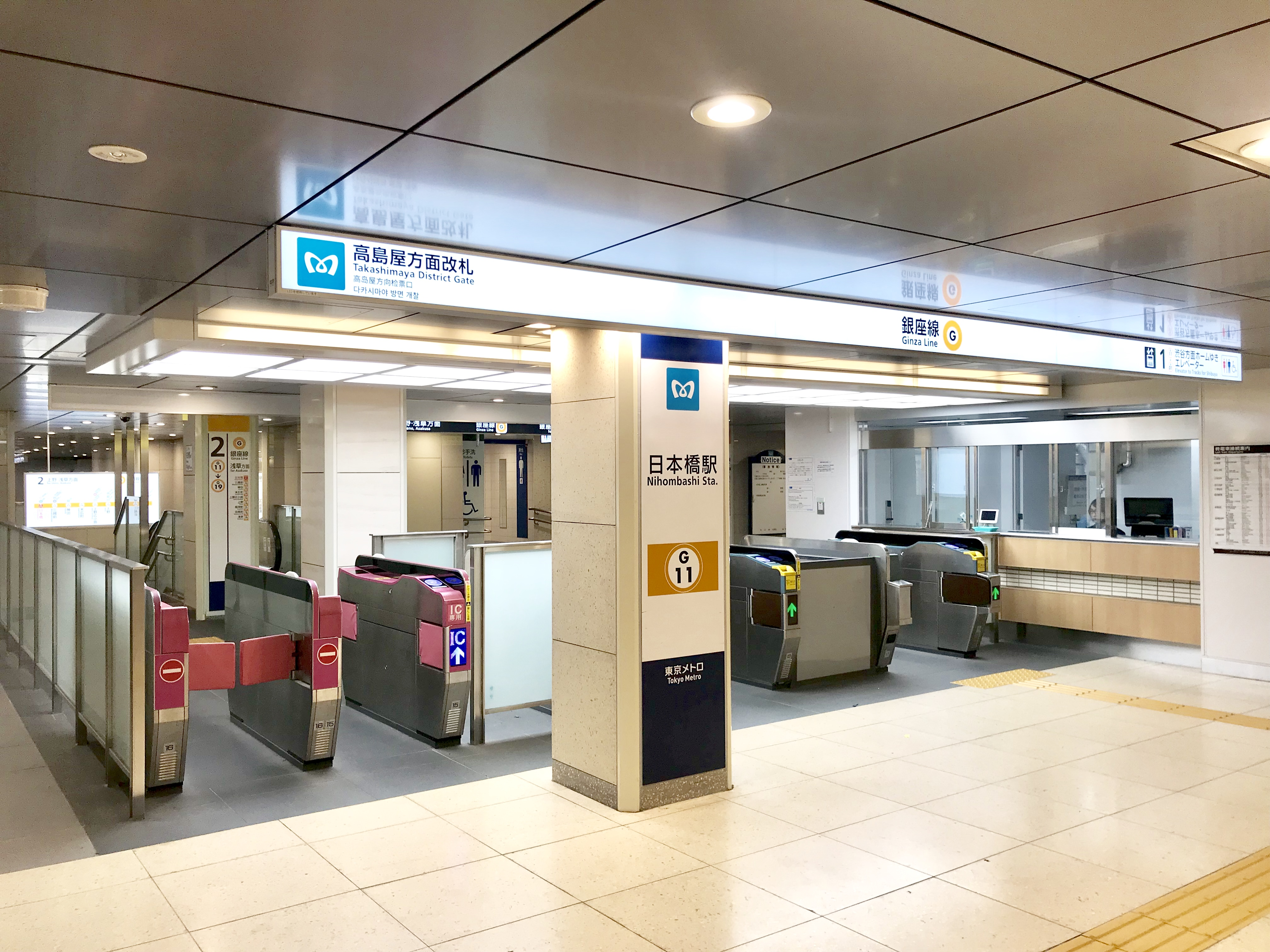
翻新後高島屋方向閘口（2019年1月6日攝）

#### 發車音樂
2015年5月22日起，東西線月台啟用發車音樂。樂曲為民謠《江戶日本橋》，A線（3號月台）是歌曲結束的部分，B線（4號月台）是歌曲開始的部分。

### 東京都交通局
淺草線位於昭和通與永代通交會橫濱銀行東京支店大樓所在的「江戶橋一丁目交差點」南側地下2樓，為對向式月台2面2線設計地下車站。

#### 月台配置
| 月台 | 路線   | 目的地                               |
| ---- | ------ | ------------------------------------ |
| 1    | 淺草線 | 西馬込、京急本線、羽田機場方向       |
| 2    | 淺草線 | 押上、京成本線、北總線、成田機場方向 |

（來源：都營地下鐵:車站構內圖 （页面存档备份，存于））

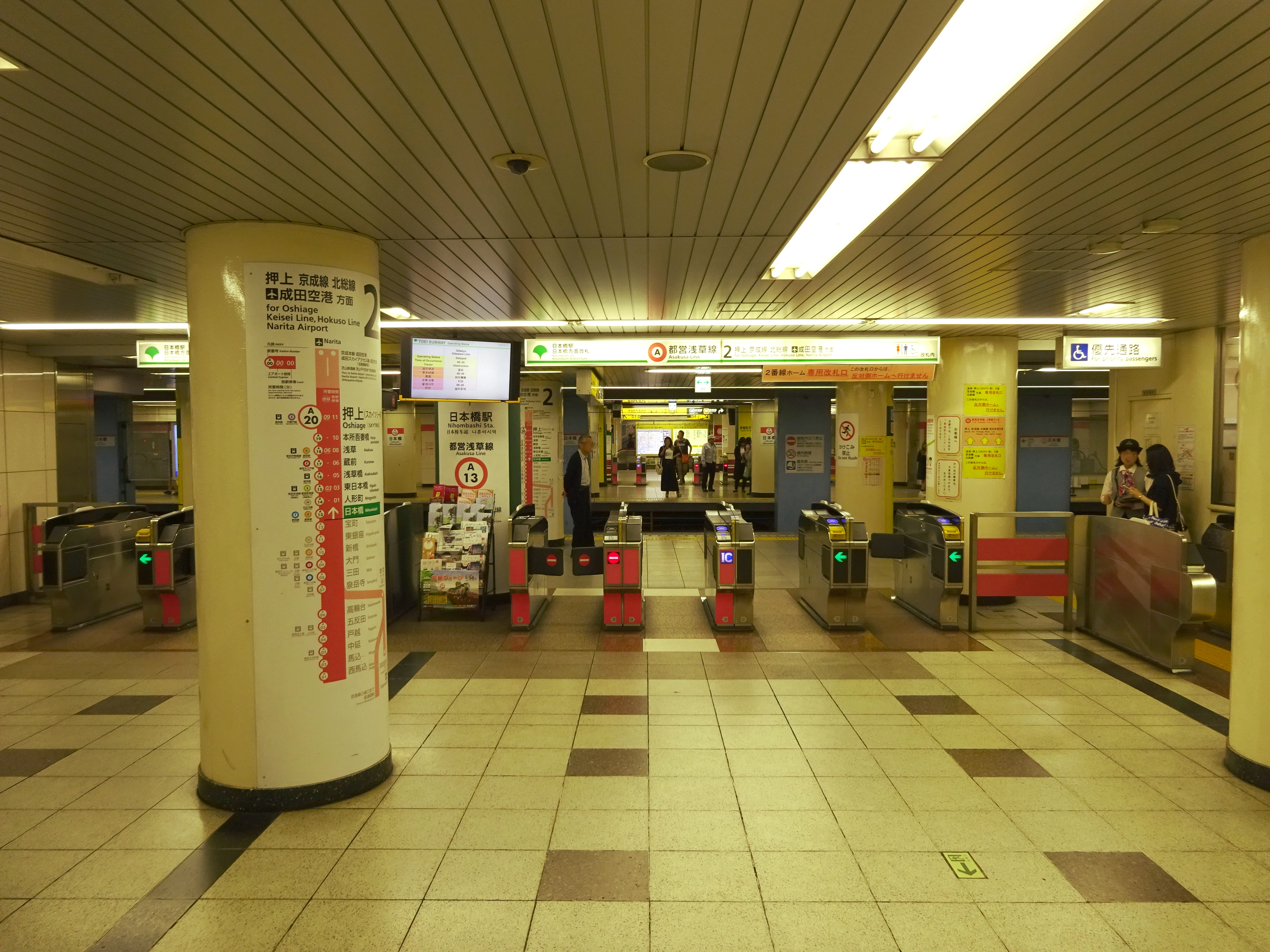
都營淺草線日本橋方向閘口（往2號月台的閘口，2016年5月5日）
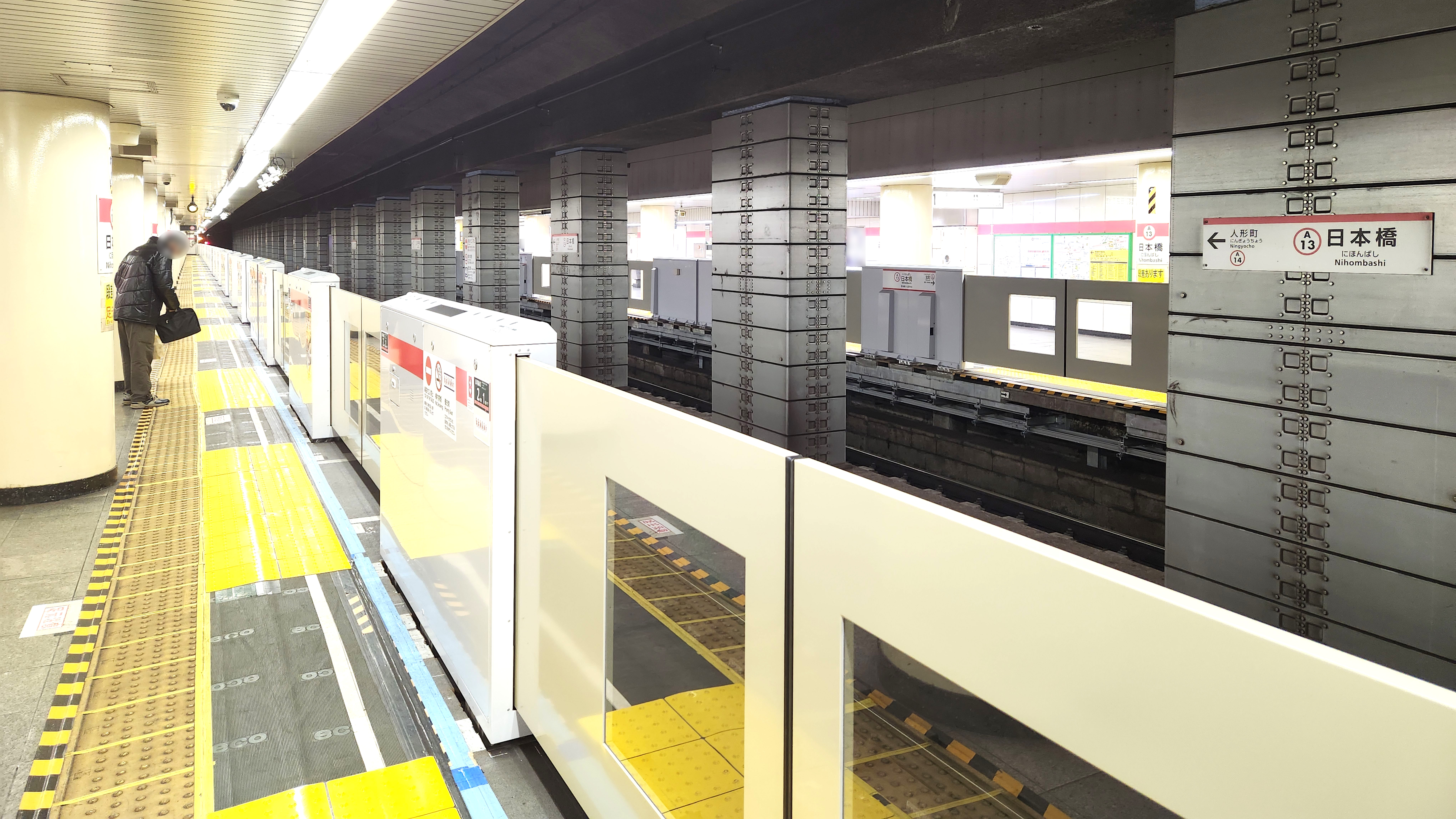
都營淺草線2號月台（2022年12月24日）

## 利用狀況
- 東京地下鐵 - 2017年度1日平均上下車人次為189,764人[利用客数 1]。
  - 東京地下鐵全部130個車站當中次於表參道站位於第14位。
    - 若包括銀座線與東西線的轉乘人次，2017年度各路線1日平均上下車人次如下[乗降データ 1]。
      - 銀座線 - 232,183人 - 同線內僅次於新橋站排行第2位。
      - 東西線 - 291,133人 - 同線內次於大手町站、西船橋站排行第3位。
- 都營地下鐵 - 2017年度1日平均上下車人次為96,939人（上車人次48,232人、下車人次48,707人）[利用客数 2]。

各年度1日平均上下車人次如下表。
| 年度               | 東京地下鐵         | 東京地下鐵 | 都營地下鐵         | 都營地下鐵 |
| 年度               | 1日平均 上下車人次 | 增長率     | 1日平均 上下車人次 | 增長率     |
| ------------------ | ------------------ | ---------- | ------------------ | ---------- |
| 1999年（平成11年） | 180,594            |            |                    |            |
| 2000年（平成12年） | 174,703            | −3.3%      |                    |            |
| 2001年（平成13年） | 167,916            | −3.9%      |                    |            |
| 2002年（平成14年） | 166,884            | −0.6%      |                    |            |
| 2003年（平成15年） | 163,200            | −2.2%      | 78,494             | −5.2%      |
| 2004年（平成16年） | 162,645            | −0.3%      | 79,373             | 1.1%       |
| 2005年（平成17年） | 164,617            | 1.2%       | 80,573             | 1.5%       |
| 2006年（平成18年） | 165,440            | 0.5%       | 82,538             | 2.4%       |
| 2007年（平成19年） | 174,248            | 5.3%       | 86,066             | 4.3%       |
| 2008年（平成20年） | 178,094            | 2.2%       | 87,553             | 1.7%       |
| 2009年（平成21年） | 174,693            | −2.0%      | 86,707             | −1.0%      |
| 2010年（平成22年） | 169,946            | −2.7%      | 84,653             | −2.4%      |
| 2011年（平成23年） | 165,816            | −2.4%      | 82,299             | −2.8%      |
| 2012年（平成24年） | 165,337            | −0.3%      | 83,256             | 1.2%       |
| 2013年（平成25年） | 165,326            | −0.0%      | 84,833             | 1.9%       |
| 2014年（平成26年） | 167,424            | 1.3%       | 87,579             | 3.2%       |
| 2015年（平成27年） | 174,752            | 4.4%       | 91,997             | 5.0%       |
| 2016年（平成28年） | 184,397            | 5.5%       | 94,923             | 3.2%       |
| 2017年（平成29年） | 189,764            | 2.9%       | 96,939             | 2.1%       |

### 各年度1日平均上車人次（1932年－1935年）
各年度1日平均上車人次如下表。
| 年度               | 東京地下鐵道 | 來源             |
| ------------------ | ------------ | ---------------- |
| 1932年（昭和07年） | [ 備考 1 ]   |                  |
| 1933年（昭和08年） | 4,783        | [ 東京府統計 1 ] |
| 1934年（昭和09年） | 7,036        | [ 東京府統計 2 ] |
| 1935年（昭和10年） | 7,489        | [ 東京府統計 3 ] |

### 各年度1日平均上車人次（1956年－2000年）
| 年度               | 東京地下鐵 | 東京地下鐵 | 都營地下鐵 | 來源              |
| 年度               | 銀座線     | 東西線     | 都營地下鐵 | 來源              |
| ------------------ | ---------- | ---------- | ---------- | ----------------- |
| 1956年（昭和31年） | 27,656     | 未 開 業   | 未 開 業   | [ 東京都統計 1 ]  |
| 1957年（昭和32年） | 28,937     | 未 開 業   | 未 開 業   | [ 東京都統計 2 ]  |
| 1958年（昭和33年） | 29,889     | 未 開 業   | 未 開 業   | [ 東京都統計 3 ]  |
| 1959年（昭和34年） | 35,472     | 未 開 業   | 未 開 業   | [ 東京都統計 4 ]  |
| 1960年（昭和35年） | 37,249     | 未 開 業   | 未 開 業   | [ 東京都統計 5 ]  |
| 1961年（昭和36年） | 47,641     | 未 開 業   | 未 開 業   | [ 東京都統計 6 ]  |
| 1962年（昭和37年） | 51,123     | 未 開 業   | 4,241      | [ 東京都統計 7 ]  |
| 1963年（昭和38年） | 56,417     | 未 開 業   | 5,688      | [ 東京都統計 8 ]  |
| 1964年（昭和39年） | 48,683     | 未 開 業   | 7,988      | [ 東京都統計 9 ]  |
| 1965年（昭和40年） | 48,182     | 未 開 業   | 9,035      | [ 東京都統計 10 ] |
| 1966年（昭和41年） | 45,687     | 未 開 業   | 10,287     | [ 東京都統計 11 ] |
| 1967年（昭和42年） | 44,250     | 22,103     | 12,611     | [ 東京都統計 12 ] |
| 1968年（昭和43年） | 76,581     | 54,817     | 20,354     | [ 東京都統計 13 ] |
| 1969年（昭和44年） | 106,152    | 96,718     | 31,122     | [ 東京都統計 14 ] |
| 1970年（昭和45年） | 116,395    | 117,693    | 36,771     | [ 東京都統計 15 ] |
| 1971年（昭和46年） | 121,505    | 124,456    | 40,063     | [ 東京都統計 16 ] |
| 1972年（昭和47年） | 118,600    | 125,340    | 40,523     | [ 東京都統計 17 ] |
| 1973年（昭和48年） | 114,726    | 116,644    | 38,778     | [ 東京都統計 18 ] |
| 1974年（昭和49年） | 113,756    |            | 38,378     | [ 東京都統計 19 ] |
| 1975年（昭和50年） | 109,738    |            | 37,011     | [ 東京都統計 20 ] |
| 1976年（昭和51年） | 48,156     | 60,893     | 37,323     | [ 東京都統計 21 ] |
| 1977年（昭和52年） | 47,868     | 61,600     | 37,907     | [ 東京都統計 22 ] |
| 1978年（昭和53年） | 46,225     | 60,321     | 37,452     | [ 東京都統計 23 ] |
| 1979年（昭和54年） | 46,251     | 60,642     | 37,929     | [ 東京都統計 24 ] |
| 1980年（昭和55年） | 46,830     | 62,367     | 38,877     | [ 東京都統計 25 ] |
| 1981年（昭和56年） | 47,378     | 65,233     | 39,458     | [ 東京都統計 26 ] |
| 1982年（昭和57年） | 47,219     | 65,493     | 40,186     | [ 東京都統計 27 ] |
| 1983年（昭和58年） | 46,945     | 67,710     | 40,366     | [ 東京都統計 28 ] |
| 1984年（昭和59年） | 48,137     | 67,748     | 41,071     | [ 東京都統計 29 ] |
| 1985年（昭和60年） | 47,329     | 68,236     | 41,477     | [ 東京都統計 30 ] |
| 1986年（昭和61年） | 48,370     | 69,896     | 44,405     | [ 東京都統計 31 ] |
| 1987年（昭和62年） | 48,656     | 70,904     | 46,126     | [ 東京都統計 32 ] |
| 1988年（昭和63年） | 48,819     | 71,647     | 47,734     | [ 東京都統計 33 ] |
| 1989年（平成元年） | 46,014     | 68,627     | 48,666     | [ 東京都統計 34 ] |
| 1990年（平成02年） | 44,729     | 67,907     | 47,173     | [ 東京都統計 35 ] |
| 1991年（平成03年） | 43,473     | 67,235     | 49,716     | [ 東京都統計 36 ] |
| 1992年（平成04年） | 41,882     | 67,178     | 23,671     | [ 東京都統計 37 ] |
| 1993年（平成05年） | 39,132     | 66,737     | 49,858     | [ 東京都統計 38 ] |
| 1994年（平成06年） | 38,011     | 64,625     | 49,674     | [ 東京都統計 39 ] |
| 1995年（平成07年） | 36,664     | 62,686     | 48,167     | [ 東京都統計 40 ] |
| 1996年（平成08年） | 35,660     | 62,581     | 47,466     | [ 東京都統計 41 ] |
| 1997年（平成09年） | 34,430     | 62,537     | 46,699     | [ 東京都統計 42 ] |
| 1998年（平成10年） | 34,748     | 62,463     | 45,395     | [ 東京都統計 43 ] |
| 1999年（平成11年） | 31,473     | 57,377     | 43,481     | [ 東京都統計 44 ] |
| 2000年（平成12年） | 30,822     | 55,397     | 42,836     | [ 東京都統計 45 ] |

### 各年度1日平均上車人次（2001年以後）
近年1日平均上車人次推移如下表。
| 年度               | 營團 / 東京地下鐵 | 營團 / 東京地下鐵 | 都營地下鐵 | 來源              |
| 年度               | 銀座線            | 東西線            | 都營地下鐵 | 來源              |
| ------------------ | ----------------- | ----------------- | ---------- | ----------------- |
| 2001年（平成13年） | 30,348            | 53,463            | 40,427     | [ 東京都統計 46 ] |
| 2002年（平成14年） | 29,603            | 53,115            | 41,014     | [ 東京都統計 47 ] |
| 2003年（平成15年） | 29,232            | 51,962            | 38,943     | [ 東京都統計 48 ] |
| 2004年（平成16年） | 31,121            | 52,512            | 39,395     | [ 東京都統計 49 ] |
| 2005年（平成17年） | 30,830            | 52,784            | 39,893     | [ 東京都統計 50 ] |
| 2006年（平成18年） | 30,800            | 53,644            | 40,882     | [ 東京都統計 51 ] |
| 2007年（平成19年） | 32,560            | 56,038            | 42,691     | [ 東京都統計 52 ] |
| 2008年（平成20年） | 33,438            | 57,200            | 43,610     | [ 東京都統計 53 ] |
| 2009年（平成21年） | 32,521            | 56,392            | 43,212     | [ 東京都統計 54 ] |
| 2010年（平成22年） | 31,482            | 54,940            | 42,182     | [ 東京都統計 55 ] |
| 2011年（平成23年） | 30,917            | 53,616            | 41,172     | [ 東京都統計 56 ] |
| 2012年（平成24年） | 30,707            | 53,131            | 41,533     | [ 東京都統計 57 ] |
| 2013年（平成25年） | 30,054            | 53,939            | 42,401     | [ 東京都統計 58 ] |
| 2014年（平成26年） | 29,844            | 55,066            | 43,694     | [ 東京都統計 59 ] |
| 2015年（平成27年） | 30,751            | 57,923            | 45,860     | [ 東京都統計 60 ] |
| 2016年（平成28年） | 32,704            | 60,762            | 47,332     | [ 東京都統計 61 ] |
| 2017年（平成29年） |                   |                   | 48,232     |                   |

備考
1. ↑  1932年12月24日開業。
2. ↑  1963年2月28日開業。開業日から同年3月31日までの計32日間を集計したデータ。
3. ↑  1967年9月14日開業。開業日から翌年3月31日までの計200日間を集計したデータ。

## 車站周邊
- 髙島屋 日本橋店
- 日本橋交差點
- 日本橋川
  - 日本橋（站名由來的橋樑。※但橋本身距離三越前站（B6出口）較近）
  - 江戶橋（日语：江戸橋 (東京都)）
- 日本橋郵政局（日语：日本橋郵便局）
- 丸善（日语：丸善雄松堂） 日本橋店（日本橋丸善東急大樓（日语：日本橋丸善東急ビル））
- 京瓷Document Solutions Japan（日语：京セラドキュメントソリューションズ ジャパン）總部
- 日本橋Front
  - 東海東京金融控股總部
  - 東海東京證券東海東京証券（日语：東海東京證券東海東京証券） 東京總部
  - 高絲總部
  - 高絲コスメニエンス總部
- 第一三共衛生保健（日语：第一三共ヘルスケア）總部
- 野村證券總部
- 田邊三菱製藥（日语：田辺三菱製薬）東京總部
- 武田藥品工業東京總部
- 東京證券交易所
- 東京站日本橋口
- 永代通（日语：永代通り） - 正下方為東西線，此站與大手町站、茅場町站設置的出入口約50米至200米不等。
- 昭和通
- 中央通
- 外堀通
- 首都高速都心環狀線江戶橋入口（內環）
- COREDO日本橋（日本橋一丁目三井大廈（日语：日本橋一丁目三井ビルディング）） - 白木屋→東急百貨店日本橋店跡
- 普利司通美術館

## 巴士路線
日本橋（東京站方向：C4出口附近、南千住、錦絲町方向：B10、C1出口附近）
- 東京都交通局
  - 東42甲（日语：都営バス南千住営業所#東42系統）：往東京站八重洲口/往南千住站西口、南千住車庫
  - 東20（日语：都営バス臨海支所#東20系統）：經東京都現代美術館 往錦糸町站/往東京站丸之內北口
  - 東22（日语：都営バス江東営業所#東22系統）：經東陽町站 往錦糸町站/往東京站丸之內北口

※2000年12月11日為止，茶51系統於東京站丸之內北口－駒込站南口、橋86系統於日本橋三越－目黑站到發。另外，2012年3月30日為止東20乙於東京站丸之內北口－IBM箱崎大樓到發。
地下鐵日本橋站（B9出口附近）
- 日之丸自動車興業（日语：日の丸自動車興業）
  - Metrolink日本橋（日语：メトロリンク日本橋）：地下鐵三越前站、JR新日本橋站方向

吳服橋（A1出口附近）
- 日立自動車交通（日语：日立自動車交通）
  - 江戶巴士（中央區社區巴士）（日语：中央区コミュニティバス）北循環：經新日本橋站、小傳馬町站、濱町站 往中央區役所

日本橋二丁目／日本橋高島屋／東京VIP休息室（B1出口附近）
- 日之丸自動車興業（日本橋二丁目）
  - Metrolink日本橋：東京站八重洲口方向
- 日立自動車交通（日本橋高島屋）
  - 晴海Liner：往晴海特里頓廣場（日语：晴海トリトンスクエア）
- 平成企業（日语：平成エンタープライズ）（東京VIP休息室）
  - VIPLiner：往名古屋、大阪、金澤

## 相鄰車站
東京地下鐵
 銀座線
京橋（G 10）－日本橋（G 11）－三越前（G 12）
 東西線
■快速、■通勤快速、■各站停車
大手町（T 09）－日本橋（T 10）－茅場町（T 11）
東京都交通局（都營地下鐵）
 淺草線
■機場快特
新橋（A 10）－日本橋（A 13）－東日本橋（A 15）
■機場快特以外的列車類別
寶町（A 12）－日本橋（A 13）－人形町（A 14）

### 利用狀況資料來源
地下鐵1日平均使用人次
1. ↑  .   [2016-05-20]. （原始内容存档于2018-02-13）.
2. ↑  .   [2013-01-04]. （原始内容存档于2016-03-04）.

地下鐵統計資料
1. 1 2  各種報告書 （页面存档备份，存于） - 関東交通広告協議会
2. 1 2  統計データ （页面存档备份，存于） - 中央区

東京府統計書
1. ↑  .   [2019-01-05]. （原始内容存档于2019-02-19）.
2. ↑  .   [2019-01-05]. （原始内容存档于2019-01-23）.
3. ↑  .   [2019-01-05]. （原始内容存档于2020-10-17）.

東京都統計年鑑
1. ↑  昭和31年PDF - 10ページ
2. ↑  昭和32年PDF - 10ページ
3. ↑  昭和33年PDF - 10ページ
4. ↑  .   [2019-01-05]. （原始内容存档于2016-03-05）.
5. ↑  .   [2019-01-05]. （原始内容存档于2016-03-05）.
6. ↑  .   [2019-01-05]. （原始内容存档于2015-06-29）.
7. ↑  .   [2019-01-05]. （原始内容存档于2015-06-29）.
8. ↑  .   [2019-01-05]. （原始内容存档于2015-06-29）.
9. ↑  .   [2019-01-05]. （原始内容存档于2015-06-29）.
10. ↑  .   [2019-01-05]. （原始内容存档于2016-03-05）.
11. ↑  .   [2019-01-05]. （原始内容存档于2016-03-05）.
12. ↑  .   [2019-01-05]. （原始内容存档于2016-03-05）.
13. ↑  .   [2019-01-05]. （原始内容存档于2016-03-05）.
14. ↑  .   [2019-01-05]. （原始内容存档于2016-03-05）.
15. ↑  .   [2019-01-05]. （原始内容存档于2016-03-05）.
16. ↑  .   [2019-01-05]. （原始内容存档于2015-06-29）.
17. ↑  .   [2019-01-05]. （原始内容存档于2015-06-29）.
18. ↑  .   [2019-01-05]. （原始内容存档于2015-06-29）.
19. ↑  .   [2019-01-05]. （原始内容存档于2016-03-05）.
20. ↑  .   [2019-01-05]. （原始内容存档于2016-06-02）.
21. ↑  .   [2019-01-05]. （原始内容存档于2015-06-29）.
22. ↑  .   [2019-01-05]. （原始内容存档于2016-03-05）.
23. ↑  .   [2019-01-05]. （原始内容存档于2015-06-29）.
24. ↑  .   [2019-01-05]. （原始内容存档于2016-03-05）.
25. ↑  .   [2019-01-05]. （原始内容存档于2016-03-05）.
26. ↑  .   [2019-01-05]. （原始内容存档于2016-03-05）.
27. ↑  .   [2019-01-05]. （原始内容存档于2015-06-29）.
28. ↑  .   [2019-01-05]. （原始内容存档于2015-06-29）.
29. ↑  .   [2019-01-05]. （原始内容存档于2015-06-29）.
30. ↑  .   [2019-01-05]. （原始内容存档于2016-03-05）.
31. ↑  .   [2019-01-05]. （原始内容存档于2016-03-05）.
32. ↑  .   [2019-01-05]. （原始内容存档于2015-06-29）.
33. ↑  .   [2019-01-05]. （原始内容存档于2016-03-05）.
34. ↑  .   [2019-01-05]. （原始内容存档于2016-03-05）.
35. ↑  .   [2019-01-05]. （原始内容存档于2016-03-05）.
36. ↑  .   [2019-01-05]. （原始内容存档于2016-03-05）.
37. ↑  平成4年
38. ↑  平成5年
39. ↑  平成6年
40. ↑  平成7年
41. ↑  平成8年
42. ↑  .   [2016-05-20]. （原始内容存档于2016-03-04）.
43. ↑  平成10年PDF
44. ↑  平成11年PDF
45. ↑  .   [2016-05-20]. （原始内容存档于2016-03-04）.
46. ↑  .   [2016-05-20]. （原始内容存档于2016-03-04）.
47. ↑  .   [2016-05-20]. （原始内容存档于2017-07-29）.
48. ↑  .   [2016-05-20]. （原始内容存档于2017-07-29）.
49. ↑  .   [2016-05-20]. （原始内容存档于2017-07-29）.
50. ↑  .   [2016-05-20]. （原始内容存档于2017-07-29）.
51. ↑  .   [2016-05-20]. （原始内容存档于2017-07-29）.
52. ↑  .   [2016-05-20]. （原始内容存档于2017-07-29）.
53. ↑  .   [2016-05-20]. （原始内容存档于2017-07-29）.
54. ↑  .   [2016-05-20]. （原始内容存档于2016-03-26）.
55. ↑  .   [2016-05-20]. （原始内容存档于2016-03-27）.
56. ↑  .   [2016-05-20]. （原始内容存档于2016-03-25）.
57. ↑  .   [2016-05-20]. （原始内容存档于2016-03-27）.
58. ↑  .   [2016-05-20]. （原始内容存档于2016-03-22）.
59. ↑  .   [2016-05-20]. （原始内容存档于2017-07-30）.
60. ↑  .   [2019-01-05]. （原始内容存档于2018-11-09）.
61. ↑  .   [2019-01-05]. （原始内容存档于2019-05-02）.

## 外部連結
- 日本橋/G11/T10 | 路線・車站資訊 | 東京地下鐵
- 日本橋 - 東京都交通局

35°40′57.1″N 139°46′25.3″E / 35.682528°N 139.773694°E